# تضمين الكلمات

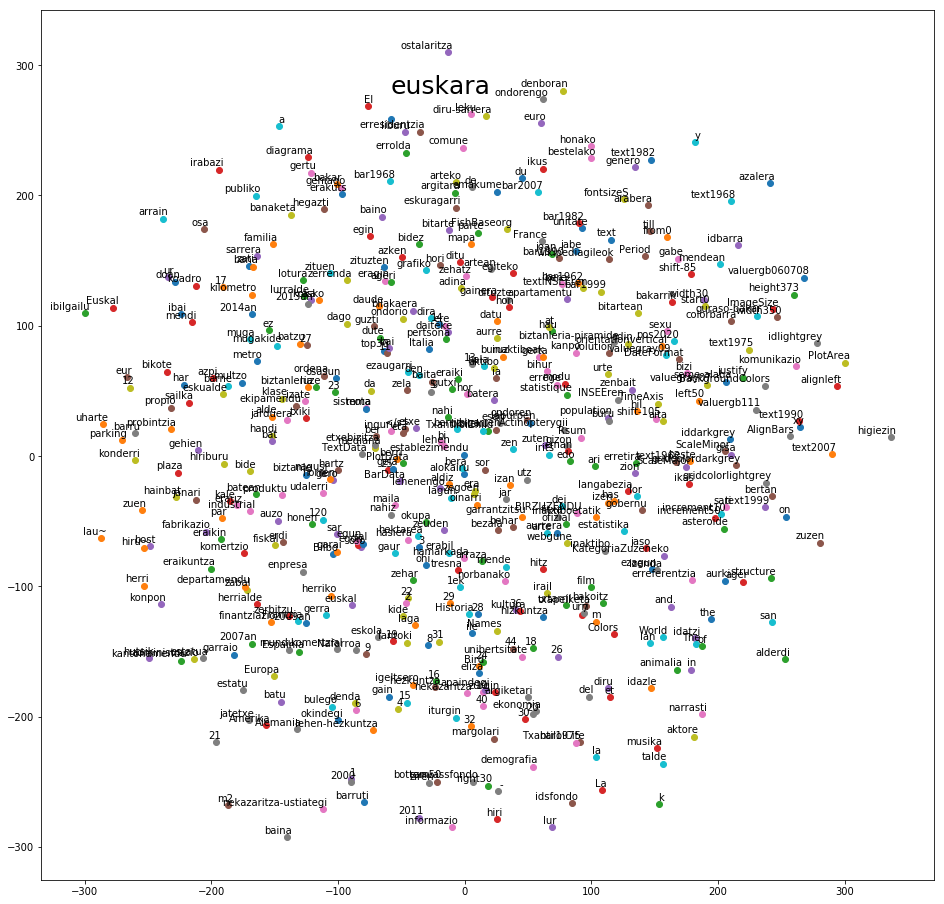

تضمين الكلمات هو تمثيل المفردات والمركبات بصورة أشعة رياضية وأعداد حقيقية وهي من طرائق نمذجة اللغات الطبيعية.